# Altangatufun
Altangatufun es un personaje perteneciente a la mitología mongol.
Es un ídolo de los calmucos que tenía el cuerpo y la cabeza de serpiente y cuatro patas de dragón; se creía que aquel que lo llevaba con adoración era invulnerable en los combates.
Un Khan, para probarlo, hizo colocar una imagen de este ídolo en la cubierta de un libro poniéndolo como blanco de los más hábiles arqueros, pero sus disparos no pudieron tocar el libro, al cual pudieron traspasarlo de parte a parte en cuanto se lo separó del ídolo.